# W samo południe (film 2009)
W samo południe (ang. High Noon) – amerykański telewizyjny film kryminalny z 2009 roku, zrealizowany na podstawie powieści Nory Roberts o tym samym tytule.

## Treść
Phoebe MacNamara jest policyjną negocjatorką, samotnie wychowującą córkę. Pewnego dnia poznaje przystojnego Duncana Swifta, w którym się zakochuje. Tymczasem jednak na jej życie czyha psychopatyczny morderca, wysyłający jej wiadomości z pogróżkami...

## Obsada
- Emilie de Ravin - Porucznik Phoebe McNamara
- Cybill Shepherd - Essie MacNamara
- Ivan Sergei - Duncan Swift
- Brian Markinson - Kapitan David McVee
- Ty Olsson - Dennis Walken
- Olivia Cheng - Detektyw Liz Alberta
- Peter Benson - Roy Squires
- Tom Carey - Joe Ryder
- Patrick Sabongui - Arnie Meeks
- Savanna Carlson - Carly McNamara